# Calamus manillensis
Calamus manillensis är en enhjärtbladig växtart som först beskrevs av Carl Friedrich Philipp von Martius, och fick sitt nu gällande namn av Hermann Wendland. Calamus manillensis ingår i släktet Calamus och familjen Arecaceae. Inga underarter finns listade i Catalogue of Life.